# A Motion to Adjourn
A Motion to Adjourn er en amerikansk stumfilm fra 1921 af Roy Clements.

## Medvirkende
- Harry L. Rattenberry som Silas Warner
- Roy Stewart
- Sidney D'Albrook som Archie Warner
- Evelyn Nelson som Louise Warner
- Norval MacGregor som Doc Bleeker
- Marjorie Daw som Sally Bleeker
- Peggy Blackwood som Valentine
- William A. Carroll som Joe Selinsky